# Torre de control
Una torre de control és un edifici en forma de torre, al cim del qual se situa una sala de control, des de la qual es dirigeix i controla el trànsit d'un port o d'un aeroport. La ubicació i altura d'aquest centre de control són essencials per a veure tota la zona que s'ha de controlar.

## Torres de control aeri

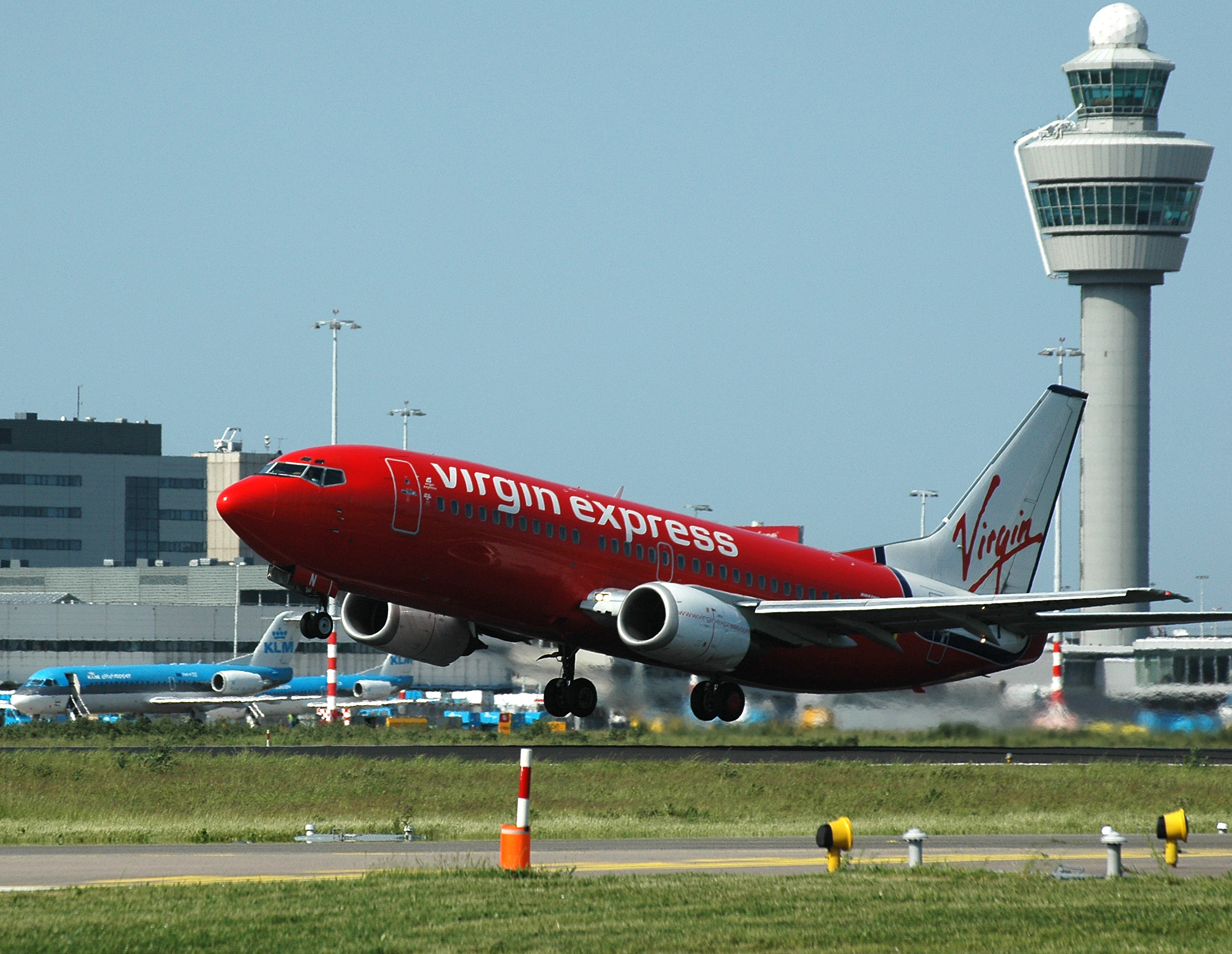
Torre de control aeri

La torre de control aeri és el centre de control des d'on es controla el trànsit aeri en la zona d'un aeroport i els seus voltants, és a dir, el control del rodatge, l'enlairament, l'aproximació i l'aterratge dels avions.
La seua labor és complexa, a causa de la gran quantitat d'avions que transiten i les condicions atmosfèriques que poden alterar aquest trànsit. Actualment s'utilitzen complexos sistemes automatitzats que permeten realitzar, en circumstàncies normals, les tasques més comunes amb poca o cap participació humana. D'aquesta manera s'optimitza el treball i es redueix la probabilitat d'accidents aeris.

## Torres de control portuari
Menys esteses que les dels aeroports, les torres de control portuari dirigeixen el trànsit en ports de certa envergadura, i prou compactes com perquè el control visual des de la torre siga efectiu.